# خروود

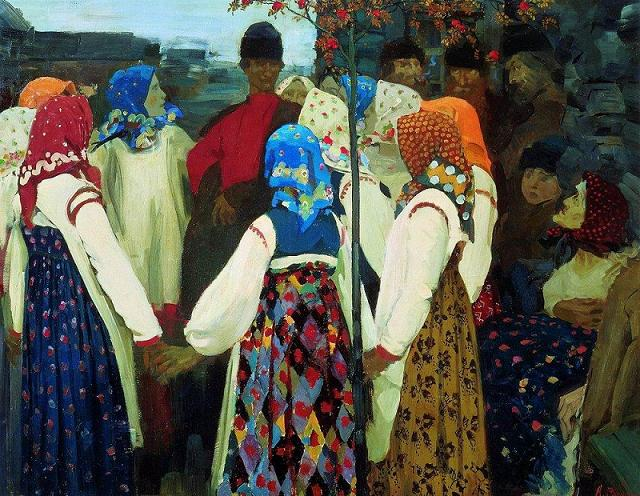
نقاشی «ورود مرد جوانی به خروود دخترانه»، اثر: آندری ریابوشکین، ۱۹۰۲ میلادی

هُروُود یا خُروُود (به انگلیسی: Khorovod، به روسی: хорово́д، به اوکراینی: хоровод، به بلاروسی: карагод، به بلغاری: хоро، به لهستانی: korowód) نوعی هنر اسلاو شرقی و بت‌پرستی و یکی از قدیمی‌ترین رقص‌های روسی با بیش از ۱۰۰۰ سال قدمت تاریخی است. این ترکیبی از رقص دایره‌وار و آواز هم‌سرا است، شبیه به کوریا یونان باستان. این رقص در روسیه با نام‌های کاراگود، تانوک و کروگ نیز شناخته می‌شد.

## ریشه‌شناسی
واژهٔ هروود احتمالاً از واژهٔ یونانی کوریا (به یونانی باستان: χορεία) گرفته شده‌است. فرهنگ یونانی تأثیر زیادی بر فرهنگ روسیه داشت. این رقص با کوریا (رقص دایره‌وار یونانی)، رقص کولو (رقص دایره‌وار اسلاو جنوبی در صربستان، کرواسی و بوسنی)، رقص هورا (بالکان)، کوچاری (رقص فولکلور ارمنی و آذربایجانی) هم خانواده است.

## خاستگاه و خصوصیات
مهم‌ترین ویژگی رقص هروود، گرفتن دست یا انگشت کوچک طرفین در حین رقصیدن به صورت دایره‌وار است.
رقص دایره‌وار نمادی در فرهنگ باستانی روسیه «چرخیدن به دور خورشید» بود و یک آیین بت‌پرستی به معنای اتحاد و دوستی بود. سازمان‌دهنده یا رهبر زن رقص، خروودنیسا نام داشت.

## تفاوت منطقه‌ای در روسیه

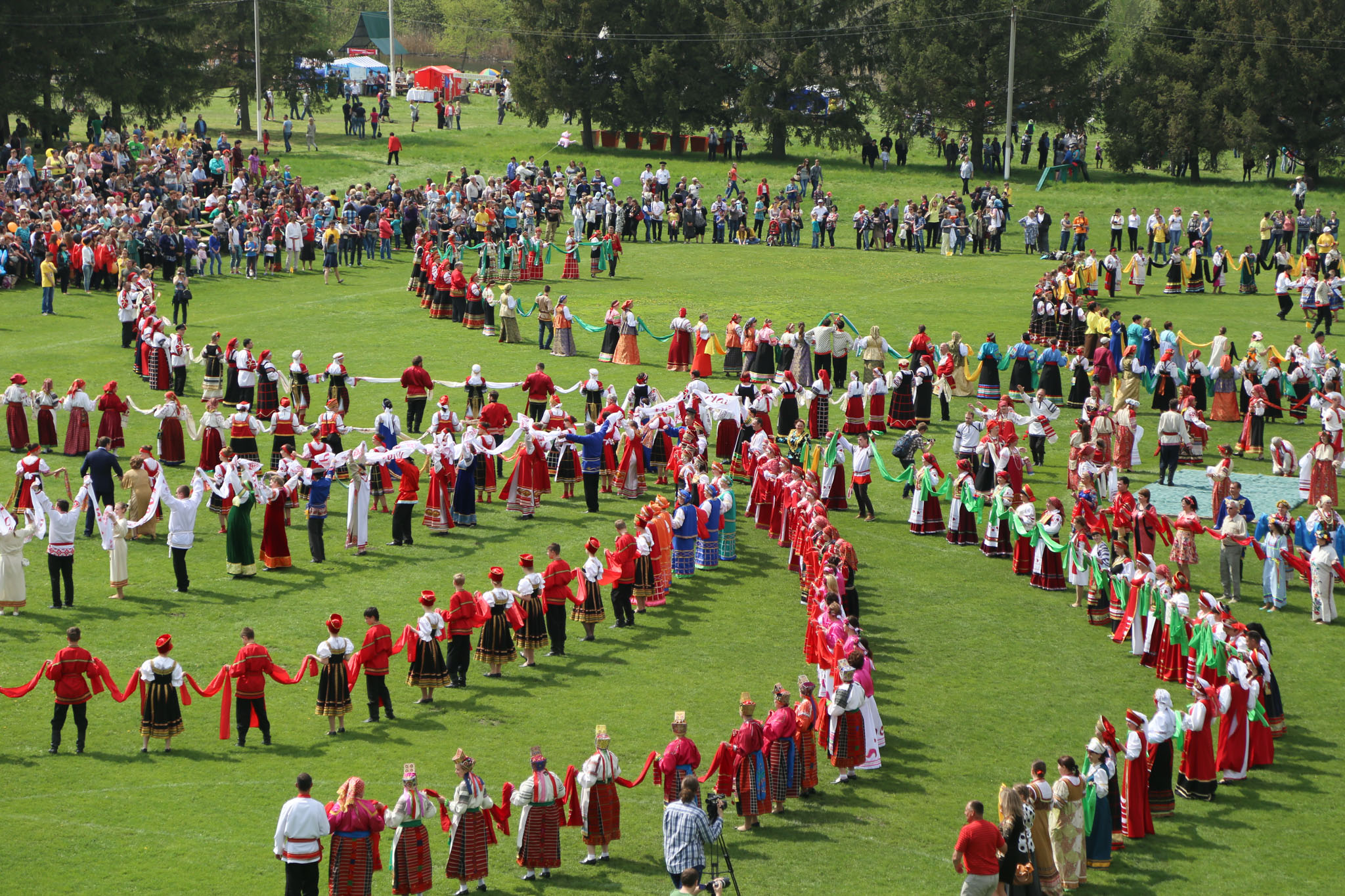
رکورد جهانی شرکت در یک رقص گرد الگودار: ۲/۵۱۱ نفر، منطقهٔ بیلگاراد، روسیه

رقص هروود در مناطق مختلف روسیهٔ قدیم ویژگی‌های خاص خود را دارد.
در مناطق شمال روسیه، رقص دایره‌وار به شیوهٔ ملایم و ظریف خود معروف بود، در حالی که در مناطق روسیه مرکزی، رقص شادتر و با نشاط بود. آهنگ‌های فولکلور روسی با رقص همراه بود. مردم پا می‌زدند، دست می‌زدند و حرکات سریع و پرانرژی انجام می‌دادند. رقص‌ها در جنوب روسیه، با آب و هوای گرم و معتدل آن، به خاطر حرکات سریع، خون‌گرم و الگوهای پیچیدهٔ خود، که تجسم قدرت، انرژی بی حد و حصر و جوانی بودند، مشهور بودند.